# Русский Кадам
Русский Кадам (мар. Руш Кодам) — деревня в Советском районе Республики Марий Эл. Входит в состав Кужмаринского сельского поселения.

## География
Находится в центральной части республики Марий Эл на расстоянии приблизительно 17 км по прямой на север-северо-запад от районного центра посёлка Советский.

## История
Известна с 1861 года, когда здесь было 64 двора с населением 398 человек, в основном русской национальности. Имелась Сретенская церковь, построенная в 1903 году. В 1923 году в деревне было 83 двора, проживали 495 человек. В послевоенные годы в связи с миграцией населения количество дворов, численность населения и доля русских уменьшились. К 2002 году в деревне осталось 38 домов. В советское время работал колхоз «Луч», позднее СПК (колхоз) имени Кирова.

## Население
Население составляло 114 человек (мари 81 %) в 2002 году, 97 в 2010.